# Dekanaty Kościoła prawosławnego w Polsce
Obecnie w Polsce w 6 prawosławnych diecezjach (eparchiach) istnieje 28 (2021) dekanatów.
| diecezja                           | liczba dekanatów | skrót | diecezja               | liczba dekanatów | skrót |
| ---------------------------------- | ---------------- | ----- | ---------------------- | ---------------- | ----- |
| warszawsko-bielska                 | 6                | WAB   | wrocławsko-szczecińska | 5                | WSZ   |
| białostocko-gdańska                | 5                | BGD   |                        |                  |       |
| przemysko-gorlicka (nazwa od 2016) | 4                |       |                        |                  |       |
| lubelsko-chełmska                  | 5                | LCH   |                        |                  |       |
| łódzko-poznańska                   | 3                | ŁPZ   |                        |                  |       |

## Spis dekanatów
Poniższa lista zawiera wykaz polskich dekanatów ułożonych w kolejności alfabetycznej.
| - Biała Podlaska (LCH) - Białystok (BGD) - Bielsk Podlaski (WAB) - Chełm (LCH) - Gdańsk (BGD) - Gorlice (nazwa od 2016) (przemysko-gorlicka) - Gródek (BGD) - Hajnówka (WAB) - Kleszczele (WAB) | - Koszalin (WSZ) - Kraków (ŁPZ) - Krynica (przemysko-gorlicka) - kujawsko-pomorski (nazwa od 2016) (ŁPZ) - Lubin (WSZ) - Lublin (LCH) - Łódź (ŁPZ) - Narew (WAB) - Olsztyn (BGD) - Przemyśl (przemysko-gorlicka) | - Sanok (przemysko-gorlicka) - Siemiatycze (WAB) - Sokółka (BGD) - Szczecin (WSZ) - Terespol (LCH) - Warszawa (WAB) - Wrocław (WSZ) - Zamość (LCH) - Zielona Góra (WSZ) |